# Bertram Armytage
Pour les articles homonymes, voir Armytage.
Bertram Armytage, né le 29 septembre 1869 à Geelong et mort le 12 mars 1910 à Melbourne, est un officier de cavalerie et explorateur australien notable pour son travail d'exploration dans l'Antarctique.

## Biographie
Armytage participa à l'expédition Nimrod d'Ernest Shackleton comme responsable des poneys. Il a aussi effectué des études géologiques et les travaux de sondage géographique dans la région du glacier Ferrar et la vallée de Taylor dans une équipe aussi composée de Raymond Priestley et Philip Brocklehurst.

## Postérité

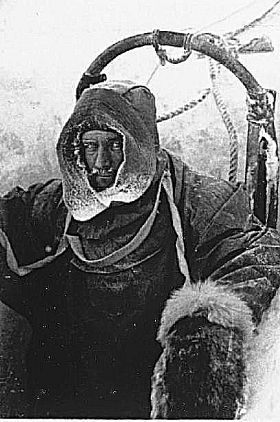
Bertram Armytage.

Le mont Armytage dans l'Antarctique est nommé d'après lui.